# What Have I Done To Deserve This?
«What Have I Done to Deserve This?» es una canción del dúo de synthpop Pet Shop Boys y la cantante Dusty Springfield, lanzada como segundo sencillo del álbum Actually el 10 de agosto de 1987. Es una de las canciones más reconocidas y exitosas del dúo, logrando el #2 puesto en las listas británicas y norteamericanas.

## Antecedentes
La canción fue originalmente escrita a finales de 1984 junto con la compositora estadounidense Allee Willis. En ese momento, no tenían decidido quién cantaría la otra mitad del dueto y se sugirieron varios nombres. Aunque su sello discográfico trató de disuadirlos, el dúo finalmente se decantó por Dusty Springfield, cuyo álbum de 1969, Dusty in Memphis, fue reconocido a menudo por Tennant como uno de sus favoritos. Cuando se acercaron por primera vez a Springfield en 1985, ella declinó la oferta y por cuestiones de tiempo no se incluyó en Please como se tenía planeado. Sin embargo, su manager Vicki Wickham y Allee Willis, lograron hacerle cambiar de opinión. Ella no conocía al grupo, pero le gustó «West End Girls» al escucharla por la radio. Ante sus dudas en la grabación, Tennant le explicó que sólo querían escuchar esa voz ronca y entrecortada.

## Canción
«What Have I Done To Deserve This?» se estrenó el 10 de agosto de 1987 como sencillo, en disco de 7" con «A New Life» como lado B y un disco ampliado de 12". Fue grabada en Advision Studios, y producida por Stephen Hague, diseñada por David Jacob y mezclada por Julian Mendelsohn, coproductor de Actually. Es una canción electro-pop engañosamente animada sobre una relación problemática donde: "el hombre es un patético y débil desastre y la mujer está destinada a ser una gran capitalista", según Tennant.Según la revista Classic Pop, la peculiar estructura refleja la forma en que fue compuesto: Lowe escribió el riff y la música para la sección "I bought you drinks, I bought you flowers"; A Tennant se le ocurrió el verso; y Willis escribió la parte "Since you went away".
La canción marcó un punto de inflexión en la carrera de Springfield, convirtiéndose en su primer gran éxito de Springfield desde «Son of a Preacher Man», casi 20 años antes, y reviviendo su interés por la música. Según el escritor Martin Aston, la colaboración de Springfield con el grupo durante su fase imperial “la devolvió a la vanguardia del pop británico”. Al igual que el regreso de Tina Turner a las listas de éxitos a principios de la década, el atractivo de Springfield se basó en parte en su imagen pública como una gran superviviente. "Todavía tenía el gran cabello y el maquillaje por el que la gente la recordaba y, lo más importante, todavía sonaba genial", añade Aston. Posteriormente, los Pet Shop Boys escribieron y produjeron los sencillos «In Private» y «Nothing Has Been Proved» para Springfield, ambos incluidos en su álbum Reputation.
El vídeo musical estuvo a cargo de Eric Watson, quien ya había trabajado anteriormente con el grupo, y fue filmado en un auditorio con un coro femenino y miembros masculinos de la orquesta de boxes, haciendo uso de cortinas y telones de escenario como sello distintivo.

## Recepción
Incluida en una sección de los mejores duetos de todos los tiempos de The Daily Telegraph, la escritora Catherine Gee caracterizó la canción como una "canción engañosamente vivaz de miseria enamorada y claramente escrita para dos de las voces más idiosincrásicas del pop. Neil Tennant rapea un verso lúgubre". sobre bebidas derramadas y flores marchitas, antes de que Dusty aparezca flotando con un susurro ronco manchado por las decepciones de la vida".
Ned Raggett de AllMusic escribió al respecto: "Una de las melodías más pegadizas del dúo, puramente pop sin perder el sentido de la pista de baile que siempre ha impulsado a los Pet Shop Boys. Chris Lowe retira los arreglos en algunos puntos lo suficiente como para hacer que las reentradas del teclado sean aún más sutilmente dramáticas. Los detalles que hace Neil Tennant de una relación (en su forma habitual, la historia de fondo está oculta (afirmó que el hombre de la pareja era "un patético y débil desastre" y la mujer "una gran capitalista")) le permite llegar a algunas líneas irónicamente asesinas. Sin embargo, hay que darle crédito a la coautora de la canción, Allee Willis, a quien se le ocurrió la parte "desde que te fuiste" con la que Springfield se entusiasmó, demostrando que no había perdido nada del hermoso poder que la había convertido en una leyenda. Es un contraste de estilos vocales que teóricamente no debería funcionar, pero que conecta perfectamente."

## Lista de canciones[13]
| Disco de 7" |                                     |          |  |
| N.º         | Título                              | Duración |  |
| 1.          | «What Have I Done To Deserve This?» | 4:19     |  |
| 2.          | «A New Life»                        | 4:55     |  |

| Disco de 12" y CD |                                                 |          |  |
| N.º               | Título                                          | Duración |  |
| 1.                | «What Have I Done To Deserve This? (extendido)» | 6:49     |  |
| 2.                | «A New Life»                                    | 4:55     |  |
| 3.                | «What Have I Done To Deserve This? (mix disco)» | 8:08     |  |

## Posiciones en listas

### Listas semanales
| Listas (1987-1988)                               | Posición |
| ------------------------------------------------ | -------- |
| Alemania Occidental (Offizielle Deutsche Charts) | 4        |
| Australia (Australian Music Report)              | 22       |
| Bélgica (Ultratop 50 Singles)                    | 5        |
| Canadá (Top Singles)                             | 3        |
| España (AFYVE)                                   | 5        |
| Estados Unidos (Billboard Hot 100)               | 2        |
| Estados Unidos (Dance Club Songs)                | 1        |
| Europa (European Hot 100 Singles)                | 4        |
| Italia (Musica e dischi)                         | 7        |
| Nueva Zelanda (Recorded Music NZ)                | 6        |
| Países Bajos (Dutch Single Top 100)              | 2        |
| Reino Unido (UK Charts)                          | 2        |
| Sudáfrica (Springbok Radio)                      | 16       |

### Listas anuales
| Listas 1987                                      | Posición |
| ------------------------------------------------ | -------- |
| Alemania Occidental (Offizielle Deutsche Charts) | 45       |
| Bélgica (Ultratop 50 Singles)                    | 54       |
| Nueva Zelanda (Recorded Music NZ)                | 45       |
| Países Bajos (Dutch Single Top 100)              | 46       |
| Reino Unido (Gallup)                             | 42       |

| Listas 1988                        | Posición |
| ---------------------------------- | -------- |
| Canadá (Top Singles)               | 55       |
| Estados Unidos (Billboard Hot 100) | 50       |
| Estados Unidos (Dance Club Songs)  | 10       |